# SK Winterberg
Der Skiklub Winterberg e. V. 1907 ist ein Wintersportverein aus Winterberg in Nordrhein-Westfalen.

## Geschichte
Der Skiklub Sauerland wurde am 23. Februar 1907 durch die Mitglieder des Kegelklubs „Gesellschaft Erholung“ im Hotel Leisse in Winterberg gegründet. Der erste Vorsitzende des Vereins war von 1907 bis 1920 der Oberförster Karl Hagemann. Nach einer Neugründung am 17. November 1945 hieß der Wintersportverein aus dem Hochsauerlandkreis Skiklub Winterberg. Nachdem es zunächst im Leistungssport nur Ski-Alpin- und Ski-Nordisch-Abteilungen gab, kam in den 1980er Jahren eine Biathlon-Abteilung hinzu.
Der größte Teamerfolg gelang dem Verein bei den deutschen nordischen Skimeisterschaften 1976, als die Vereinsstaffel den Meistertitel gewann. Die erste Weltmeisterin des Vereins war Maren Hammerschmidt rund 110 Jahre nach der Vereinsgründung mit der Biathlon-Staffel.
Der am Kahler Asten gelegene Wintersportort Winterberg profitiert durch den SK Winterberg und seine Sportstätten als beliebtes Touristenziel. Allgemein stellt der Skisport bis heute eine wichtige Einnahmequelle für die Stadt und die Bewohner dar. In diesem Kontext kann Winterberg mit dem Titel des ältesten Wintersportplatz Westdeutschlands werben.
Der Standort Winterberg ist nicht nur für die Region von zentraler Bedeutung, sondern spielt auch für den gesamten Deutschen Skiverband eine wichtige Rolle. Gemeinsam mit dem hessischen Willingen werden zielgerichtet Skispringer und Nordische Kombinierer im älteren Schüler- und frühen Jugendbereich ausgebildet. Während in Winterberg der Westdeutsche Skiverband zwei hauptamtliche Trainer für die Nordische Kombination beschäftigt und darüber hinaus die Ausbildung von Skispringern im frühen Schüleralter übernimmt, arbeitet der Hessische Skiverband in Willingen vor allem im Skisprungbereich und mit den ältesten Schüler- und frühen Jugendaltersklassen. Diese Trennung am DSV-Bundesstützpunkt für den Nachwuchs besteht seit der Saison 2007/08.
Nachdem der Versicherungskaufmann Rainer Berkenkopf 2011 als Vorsitzender des Skiklubs abtrat, wurde die Stelle nicht mehr besetzt. Die höchste Position als Zweiter Vorsitzender hat seitdem Joachim Wahle inne.

## Sportstätten

### St.-Georg-Schanze

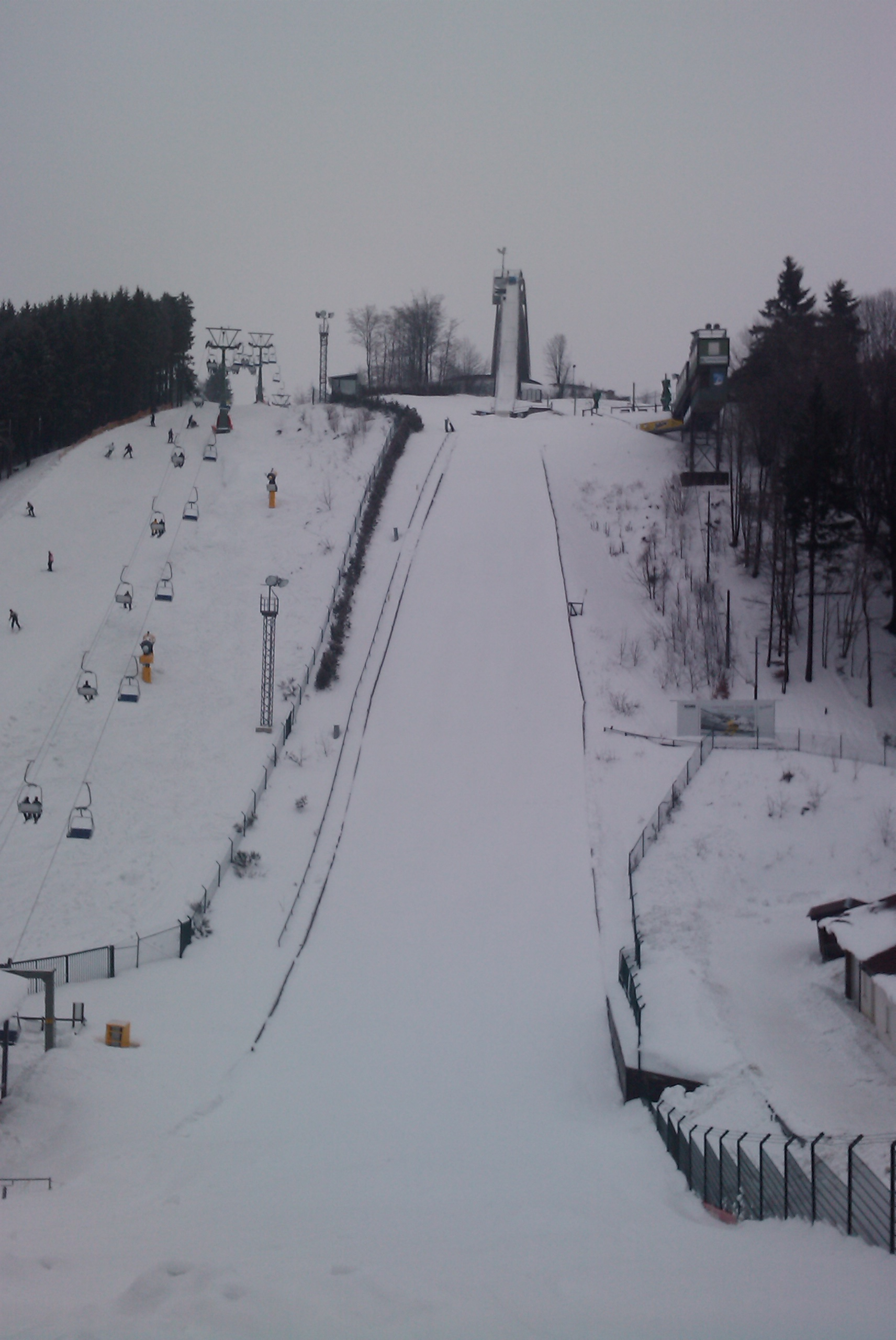
St.-Georg-Schanze auf dem Südwesthang des Herrlohs

Das Herzstück der Skispringer und Nordischen Kombinierer bildet die St.-Georg-Schanze, auf der regelmäßig auch nationale und internationale Wettkämpfe (bspw. im Alpencup) ausgetragen werden. Besonders seitdem die Normalschanze mit dem K-Punkt bei 80 Metern in den Jahren 1999 und 2000 zur Ganzjahresschanze umgebaut wurde – sie also mit Matten belegt werden kann – bieten sich hervorragende Möglichkeiten zur Ausbildung junger Sportler. Sowohl im Winter, als auch im Sommer auf einer Edelstahl-Spur ist die Nutzung der Schanze möglich.
Die Event-Arena an der Schanze hat eine Stellfläche von etwa 5.000 m² und bietet Platz für rund 20.000 Menschen. Für einen Euro kann das Drehkreuz jeder Zeit passiert werden.

### Mattenschanzenanlage am Herrloh
Neben der St. Georg-Schanze sind vier kleinere Mattenschanzen zur Förderung des Nachwuchses im Jahr 2001 umgebaut und saniert worden. Diese befinden sich ebenso am Herrloh. Es handelt sich hierbei um eine K 8 mit Mattenspur, K 24 mit Matten- und Aluspur, K 34 mit Aluspur sowie um eine K 44 mit Skiline Sommer- und Winterspur. Da die K24-Schanze faul und morsch wurde, musste diese im August 2020 renoviert werden.

### Biathlonstadion Bremberg
Am Bremberg in einer Höhe von 750 bis 800 m ü. NHN befindet sich zudem das Langlauf- und Biathlonstadion. Insgesamt stehen fünf Loipen zur Verfügung, die eine Strecke von 1 km, 2 km, 3 km, 4 km sowie 5 km haben und auf denen im klassischen Stil sowie in der freien Technik trainiert werden kann. Mit acht Armbrustständen, 16 beleuchteten Luftgewehrständen und zehn beleuchteten Kleinkaliberständen stehen Wettkämpfen nichts mehr im Wege.
Für die Modernisierung der Biathlonanlage überreichte die Staatssekretärin für Sport und Ehrenamt Andrea Milz dem SK Winterberg im August 2020 eine Förderung in Höhe von 49.896 Euro.

### Winterberger Skigebiet
Die Pisten des Winterberger Skiliftkarussells gehören nicht zum Verein, werden allerdings wie die Hänge des Altastenberger Skikarussells von den alpinen Rennsportlern zum Training genutzt.

## Sonstiges
Der Skiklub gibt mit dem Ski-Express ein jährliches Informationsheft für Mitglieder heraus. Zum 100-jährigen Jubiläum veröffentlichte der Verein 2007 die Chronik „100 Jahre Skiklub Winterberg 1907–2007“ und feierte das Ereignis mit einem großen Jubiläumsball. Inzwischen bietet der SK Winterberg eine vereinseigene App an.
Als Vereinslokal dient der „Schanzentreff“ an der St. Georg Schanze.

## Bekannte Sporttreibende
| Sportler            | Sportart              | Wichtigste Erfolge                                                                                     | Status  |
| ------------------- | --------------------- | --- | ------- |
| Maren Hammerschmidt | Biathlon              | Weltmeisterin 2017 mit der Staffel, Olympiateilnehmerin 2018                                           | inaktiv |
| Jens Deimel         | Nordische Kombination | Bronzemedaillengewinner bei der WM 1993, Olympiateilnehmer 1992 und 1998, mehrfacher Deutscher Meister | inaktiv |
| Alfred Grosche      | Skispringen           | Olympiateilnehmer 1972 und 1976, mehrfacher Deutscher Meister                                          | inaktiv |
| Hartmut Döpp        | Skilanglauf           | Olympiateilnehmer 1972, mehrfache WM-Teilnahmen, Deutscher Meister 1972                                | inaktiv |
| Justin Moczarski    | Nordische Kombination | Punkte im Grand Prix, Sportler des Jahres 2016 im Hochsauerlandkreis (HSK)                             | aktiv   |
| Stefan Pieper       | Skispringen           | Punktgewinne im Weltcup, Deutscher Meister 2003                                                        | inaktiv |
| Steffen Bartscher   | Biathlon              | Junioren-Weltmeister 2011 mit der Staffel, 3 × HSK Sportler des Jahres (2007, 2009, 2010)              | inaktiv |
| Stefan Tuss         | Nordische Kombination | Teilnehmer im Weltcup, 2 × Junioren-Weltmeister mit dem Team (2006, 2008)                              | inaktiv |
| Günther Abel        | Nordische Kombination | Olympiateilnehmer 1976 und 1980                                                                        | inaktiv |
| Steffen Tepel       | Nordische Kombination | Teilnehmer im Weltcup, Universiadesieger 2009                                                          | inaktiv |
| Alfred Winkler      | Nordische Kombination | Olympiateilnehmer 1968 und 1972                                                                        | inaktiv |
| Marie Naehring      | Nordische Kombination | Punktgewinne im Grand Prix, Medaille bei deutschen Meisterschaften                                     | aktiv   |